# Rosières-en-Haye
Pour les articles homonymes, voir Rosières et -en-Haye.
Rosières-en-Haye est une commune française située dans le département de Meurthe-et-Moselle, en région Grand Est.

## Géographie
Village situé à 21 km de Nancy, 17 de Toul, 7 de Domêvre-en-Haye.

(Fig. 1) - Rosières-en-Haye (ban communal).

D’après les données Corine land Cover, le ban communal de 1075 hectares comportait en 2011, 56 % de zones agricoles, 12 % de forêts et 32 % de surfaces commerciales (ancien aéroport). Le territoire n'est arrosé que par des ruisseaux intermittents non recensés par le SANDRE.

### communes limitrophes
| Rogéville            | Villers-en-Haye  | Saizerais |
| Manoncourt-en-Woëvre | Rosières-en-Haye | Saizerais |
| Avrainville          | Jaillon          | Liverdun  |

### Hydrographie
La commune est dans le bassin versant du Rhin au sein du bassin Rhin-Meuse. Elle n'est drainée par aucun cours d'eau,.

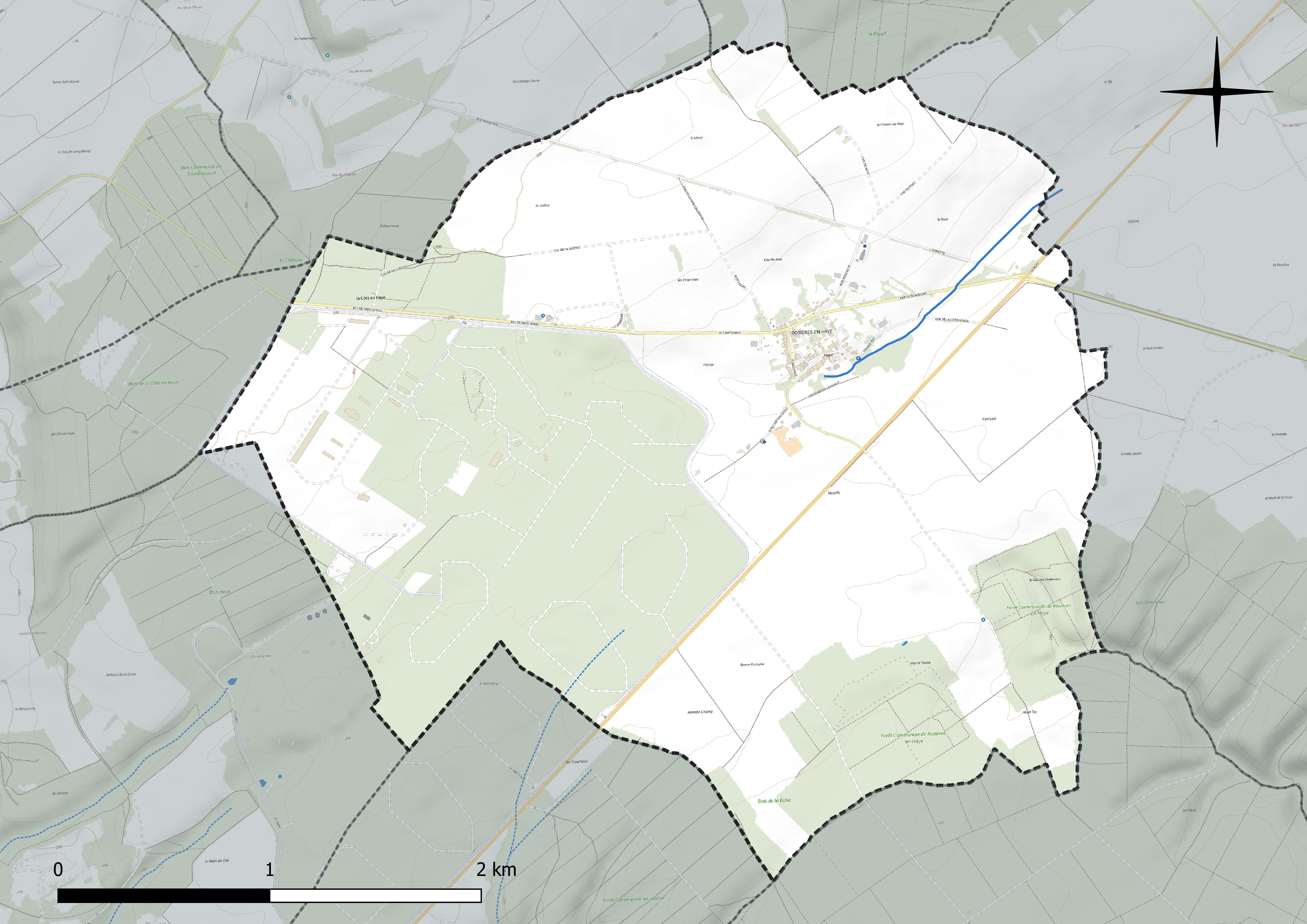
Réseau hydrographique de Rosières-en-Haye.

### Climat
Pour des articles plus généraux, voir Climat du Grand Est et Climat de Meurthe-et-Moselle.
En 2010, le climat de la commune est de type climat océanique dégradé des plaines du Centre et du Nord, selon une étude du Centre national de la recherche scientifique s'appuyant sur une série de données couvrant la période 1971-2000. En 2020, Météo-France publie une typologie des climats de la France métropolitaine dans laquelle la commune est dans une zone de transition entre le climat océanique altéré et le climat océanique altéré et est dans la région climatique  Lorraine, plateau de Langres, Morvan, caractérisée par un hiver rude (1,5 °C), des vents modérés et des brouillards fréquents en automne et hiver. 
Pour la période 1971-2000, la température annuelle moyenne est de 9,5 °C, avec une amplitude thermique annuelle de 16,8 °C. Le cumul annuel moyen de précipitations est de 802 mm, avec 12,1 jours de précipitations en janvier et 9,2 jours en juillet. Pour la période 1991-2020, la température moyenne annuelle observée sur la station météorologique de Météo-France la plus proche, « Nancy-Essey », sur la commune de Tomblaine à 20 km à vol d'oiseau, est de 11,0 °C et le cumul annuel moyen de précipitations est de 746,3 mm. 
La température maximale relevée sur cette station est de 40,1 °C, atteinte le 24 juillet 2019 ; la température minimale est de −24,8 °C, atteinte le 21 février 1956,,. 
Les paramètres climatiques de la commune ont été estimés pour le milieu du siècle (2041-2070) selon différents scénarios d'émission de gaz à effet de serre à partir des nouvelles projections climatiques de référence DRIAS-2020. Ils sont consultables sur un site dédié publié par Météo-France en novembre 2022.

## Urbanisme

### Typologie
Au 1er janvier 2024, Rosières-en-Haye est catégorisée commune rurale à habitat dispersé, selon la nouvelle grille communale de densité à sept niveaux définie par l'Insee en 2022.
Elle est située hors unité urbaine. Par ailleurs la commune fait partie de l'aire d'attraction de Nancy, dont elle est une commune de la couronne,. Cette aire, qui regroupe 353 communes, est catégorisée dans les aires de 200 000 à moins de 700 000 habitants,.

### Occupation des sols
L'occupation des sols de la commune, telle qu'elle ressort de la base de données européenne d’occupation biophysique des sols Corine Land Cover (CLC), est marquée par l'importance des territoires agricoles (56,1 % en 2018), une proportion identique à celle de 1990 (56,1 %). La répartition détaillée en 2018 est la suivante : terres arables (52,8 %), zones industrielles ou commerciales et réseaux de communication (31,4 %), forêts (12,5 %), zones agricoles hétérogènes (3,3 %). L'évolution de l’occupation des sols de la commune et de ses infrastructures peut être observée sur les différentes représentations cartographiques du territoire : la carte de Cassini (XVIIIe siècle), la carte d'état-major (1820-1866) et les cartes ou photos aériennes de l'IGN pour la période actuelle (1950 à aujourd'hui).

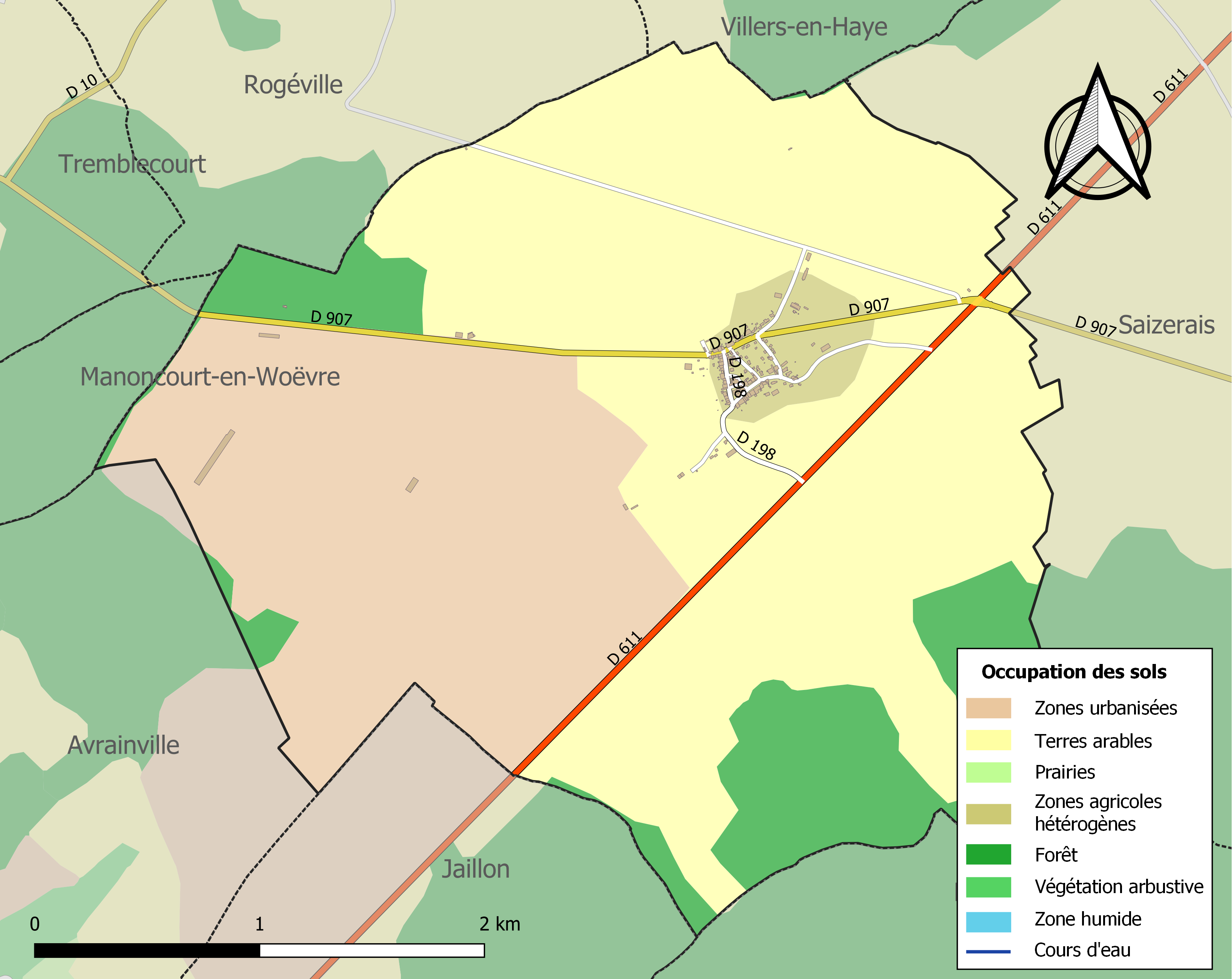
Carte des infrastructures et de l'occupation des sols de la commune en 2018 (CLC).

## Toponymie
Ecclesia in Rauseras, in comitatu Scarponinsi, 896 - In Rauserias - Ecclesia de Rausariis, 965 - Roseriae, Rozerium, 1146 - Roceres, Roseres, 1188 - Rouzières, 1340 - Rozeriae en Heilz, 1402 - Rouseires, 1421 - Rosierres, Rosierres-en-Heix, 1441 - Rozière-en-Hey, 1500 ; sont les différentes graphies recensées par le dictionnaire topographique de la Meurthe.
L’église de Rosières est implantée au bord d’une légère cuvette dans laquelle jaillissait une source qui alimentait le lavoir municipal. La présence surprenante de cette cuvette humide au milieu d’un plateau plutôt sec et donc la possibilité d’y avoir vu des roseaux pourrait avoir donné le nom de cette commune : soit littéralement « les roseaux dans la forêt de Hêtres » (Haye) (Ros in silva Heis - Rosières-en-Haye).
Cette origine est avancée en rapport avec l'étymologie mise en avant dans le dictionnaire d'Auguste Longnon, article "Rosières" dans laquelle cet étymon dérive du mot roseau en latin (russus) et vieux français (ros).
Haye est une forme ancienne du mot haie. Le germanique haga et ses dérivés - haye, haie - désignent à l'origine, non pas une « clôture végétale », qui est le sens actuel du terme en français, mais une forêt qui entoure un territoire et le protège contre l'ennemi puis, à partir du IXe siècle carolingien, une forêt servant de réserve de chasse, entourée d'une clôture, avant de ne plus désigner que la clôture elle-même. L'emploi de haye dans les lieux-dits les plus anciens indique donc la présence d'une forêt de Hêtres (Ros in silva Heis).

### Ecarts et lieux-dits
Les écarts suivants sont cités dans les chroniques historiques, dont au moins deux ont persisté sur les cartes modernes : le carrefour des Quatre-Vents et la Justice.
CROPELLO, fief à Rosières-en-Haye, érigé en 1712, supprimé on 1725, rétabli en 1736 ; non localisé. QUATRE-VENTS (LES), écart. commune de Rosières-en-Haye, moulin aux vents. SAINT-NICOLAS, anc. ermitage, commune de Rosières-en-Haye, aujourd'hui disparu.
On peut citer aussi LA COTE EN HAYE, peu documenté mais mentionné sur la carte d'état-major (IGN) de 1866 comme ancienne ferme, ainsi que la Justice figurant encore dans la base FANTOIR pour cette commune. (Fig. 1).

## Histoire

### Antiquité et Préhistoire
Le territoire communal semble avoir été depuis longtemps fréquenté par les hommes, puisque Beaupré cite la découverte de  «Hache en silex pointes de lances et de flèches, etc., », mais également à l'époque romaine dont on a retrouvé des pièces de monnaie et des substructions (En Hermiterre aujourd'hui Hermé terme) Au XXe siècle une nécropole mérovingienne et les traces d'activités de fonderie ou de forges ont été signalés
Après la conquête de la Gaule, le territoire fut couvert de villages et de métairies puisqu’il était traversé par la voie de Langres à Metz, par Toul et Scarponne, le chemin royal  de grande communication numéro vingt-huit, de Toul à Pont-à-Mousson, par Dieulouard fut  établi en grande partie sur cette ancienne voie.

### Moyen Âge
Le bourg est cité pour la première fois à la fin du IXe siècle, comme le rapporte H. Lepage, dans les chroniques d'Adson de Toul, quand Arnalde, évêque de Toul fait l'acquisition de quelques fermes (meix) au village de Rosières. Puis, en 968, saint Gérard évêque de Toul donne à l'abbaye de Bouxières l’église de Rosières.

Par la suite les revenus de ces terres vont à différents seigneurs comme il l'indique dans son ouvrage :
« Il est encore parlé de Rosières, dans une charte de Henri, évêque de Toul (1146) et dans le titre de fondation de la collégiale de Liverdun par Pierre de Brixey (1188). En 1436, René Ier donna à Henri, bâtard de Bar, ce qu'il avait à Rosières, jusqu'au paiement de 300 florins ; et, en 1608, Louis de Guise, baron d'Ancerville, fit ses reprises pour la terre de Rosières, que le duc de Lorraine lui avait donnée ».
 Peu après, des comptes extraits des archives des domaines seigneuriaux lorrains dit de l'avant-garde indiquent que le village, comme beaucoup d'autres eut à souffrir des conséquences de la guerre de Trente Ans :
« Le comptable ne rapporte (en 1643) aucune recette du village de Rosières, soit des rentes en deniers, grains, poules et chapons, pour être ledit village désert et abandonné...»

### Anecdote
En 1609, Louis de Guise, baron d'Ancerville, à qui la seigneurie de Rosières avait été donnée l'année précédente, obtient la permission de faire ériger dans ce lieu (Fig. 1 ) signes patibulaires, poteaux, piloris et carcan, pour l'exercice de la haute justice.
- La voie romaine Lyon-Trèves fut détruite en 1738 pour remblayer la GC 28.

## Politique et administration
| Période                                  | Période                      | Identité                                      | Étiquette | Qualité    |
| ---------------------------------------- | ---------------------------- | --------------------------------------------- | --------- | ---------- |
| Les données manquantes sont à compléter. |                              |                                               |           |            |
| mars 2001                                | mars 2008                    | Alain Aubriot                                 |           |            |
| mars 2008                                | En cours (au 2 juillet 2020) | Claude Hanrion Réélu pour le mandat 2020-2026 |           | Professeur |

Par arrêté préfectoral de la préfecture de la région Grand-Est en date du 9 décembre 2022, la commune de Rosières-en-Haye a intégré l'arrondissement de Nancy au 1er janvier 2023.

## Population et société

### Démographie
L'évolution du nombre d'habitants est connue à travers les recensements de la population effectués dans la commune depuis 1793. Pour les communes de moins de 10 000 habitants, une enquête de recensement portant sur toute la population est réalisée tous les cinq ans, les populations de référence des années intermédiaires étant quant à elles estimées par interpolation ou extrapolation. Pour la commune, le premier recensement exhaustif entrant dans le cadre du nouveau dispositif a été réalisé en 2007.

En 2022, la commune comptait 248 habitants, en évolution de +4,64 % par rapport à 2016 (Meurthe-et-Moselle : −0,13 %, France hors Mayotte : +2,11 %).
| 1793 | 1800 | 1806 | 1821 | 1831 | 1836 | 1841 | 1846 | 1851 |
| ---- | ---- | ---- | ---- | ---- | ---- | ---- | ---- | ---- |
| 244  | 264  | 273  | 314  | 304  | 320  | 331  | 318  | 322  |

| 1856 | 1861 | 1872 | 1876 | 1881 | 1886 | 1891 | 1896 | 1901 |
| ---- | ---- | ---- | ---- | ---- | ---- | ---- | ---- | ---- |
| 307  | 303  | 285  | 274  | 258  | 266  | 249  | 231  | 231  |

| 1906 | 1911 | 1921 | 1926 | 1931 | 1936 | 1946 | 1954 | 1962 |
| ---- | ---- | ---- | ---- | ---- | ---- | ---- | ---- | ---- |
| 217  | 215  | 180  | 184  | 161  | 169  | 167  | 429  | 831  |

| 1968 | 1975 | 1982 | 1990 | 1999 | 2006 | 2007 | 2012 | 2017 |
| ---- | ---- | ---- | ---- | ---- | ---- | ---- | ---- | ---- |
| 499  | 343  | 451  | 239  | 259  | 237  | 226  | 249  | 232  |

| 2022 | - | - | - | - | - | - | - | - |
| ---- | - | - | - | - | - | - | - | - |
| 248  | - | - | - | - | - | - | - | - |

## Économie

### Secteur primaire ouAgriculture
Les historiens s'accordent à décrire une économie essentiellement agricole et faiblement viticole au XIXe siècle :  
« Surf. territ.: 1,074 hect.; 745 en terres lab., 8 en prés, 5 en vignes. 288 en bois. »,.
Un des rares moulins à vent lorrains a fonctionné au carrefour des 2 routes au nord-est du village, attesté en 1580 dans les chroniques :
« Thomas, meunier du moulin d'Alainveaux, doit par chacun an, au terme Saint-Remy, pour et au nom de Jean Simonin, de Rosières, deux chapons pour cause de la permission que feu Monseigneur de l'Avant-garde a donnée audit Jean Simonin pour l'assiette du moulin aux vents (Fig. 1) qu'il a fait construire et ériger proche dudit Rosières »
Aujourd'hui, le secteur primaire comprend, outre les exploitations agricoles et les élevages, les établissements liés à l’exploitation de la forêt et les pêcheurs.
D'après le recensement agricole 2010 du Ministère de l'agriculture (Agreste,), la commune de Rosières-en-Haye était majoritairement orientée sur la production de céréales et d'oléagineux sur une surface agricole utilisée d'environ 570 hectares (50% de la surface cultivable) stable depuis l'an 2000 - Le cheptel en unité de gros bétail s'est réduit de 278 à 48 entre 1988 et 2010. Il n'y avait plus que 7 exploitations agricoles ayant leur siège dans la commune employant 6 unités de travail.

### Secteur secondaire ouIndustrieouArtisanat et industrie
- La centrale photovoltaïque de Toul-Rosières, mise en service en novembre 2012, est la plus importante de France.[réf. nécessaire]

## Culture locale et patrimoine

### Lieux et monuments

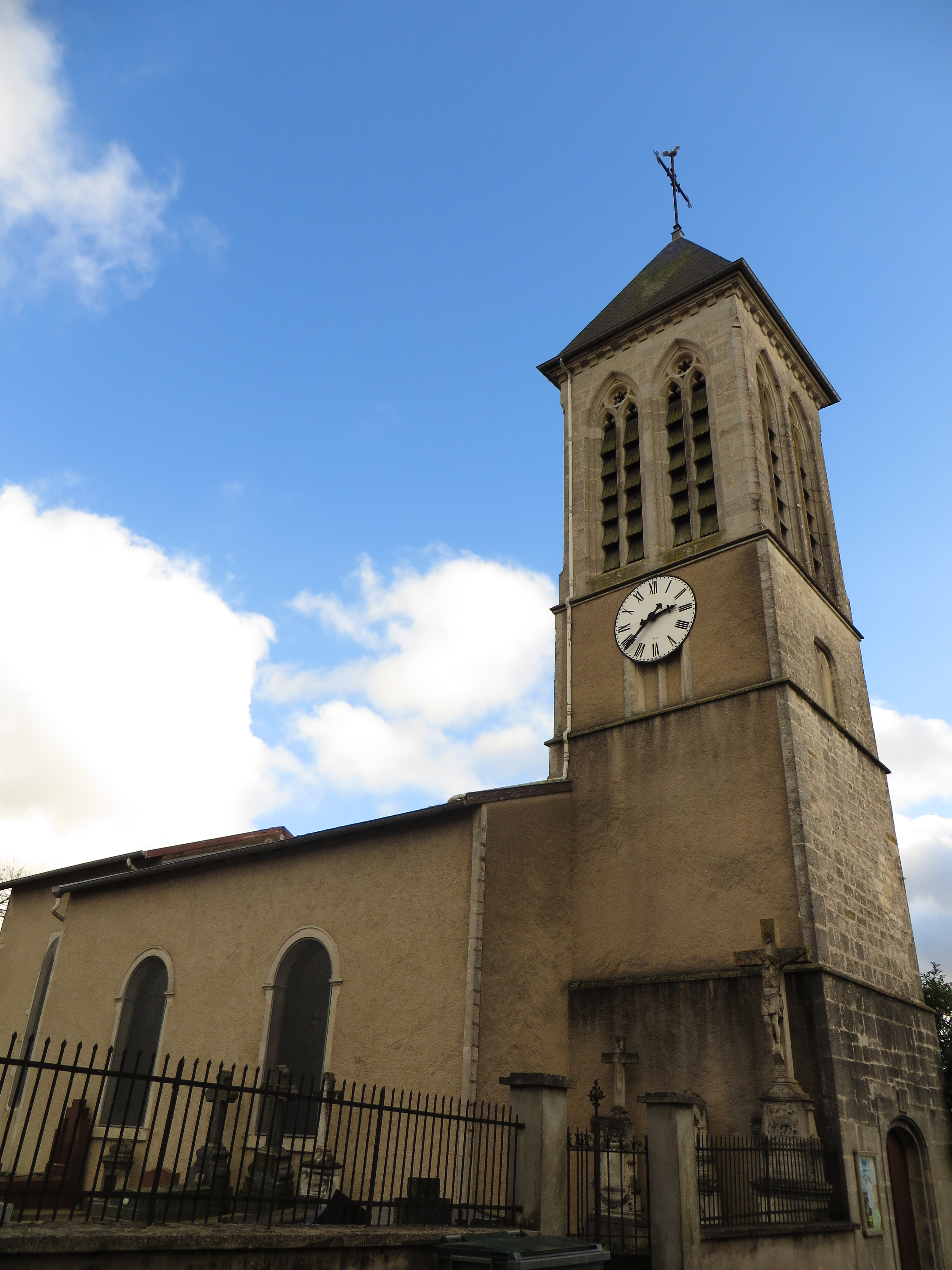
Église Saint-Pierre.

- Ancien lavoir ayant fait l'objet d'un marché de restauration[Note 7]
- Nombreuses habitations couvertes en tuiles romaines.
- Église Saint-Pierre (XVIIIe siècle), avec vestiges XVIe siècle à la partie basse de la tour et au chevet[33].
- L'ancienne base aérienne utilisée par l'USAF puis par l'armée de l'air, reconvertie en centrale photovoltaïque[34],[35].

### Personnalités liées à la commune
- Louis de Guise, baron d'Ancerville, seigneur du lieu

### Héraldique
| Blason de Rosières-en-Haye | Blason  | Écartelé aux 1 et 4 d'azur semé de croix recroisetées au pied fiché d'or, à deux bars adossés de même ; et aux 2 et 3 d'argent à la gerbe de roseaux de sinople posée en pal. |
| Blason de Rosières-en-Haye | Détails | Armes parlantes (Rosières: lieu planté de roseaux). Les armoiries de Bar rappellent l'appartenance de Rosières au Barrois. Le statut officiel du blason reste à déterminer.   |